# Queen on Fire – Live at the Bowl
A Queen on Fire – Live at the Bowl a brit Queen együttes 2004-ben megjelent duplalemezes koncertalbuma. A dalokat az együttes Hot Space turnéjának keretében 1982. június 5-én Milton Keynes-ben adott koncerten vették fel. A lemez a 20. helyet érte el az brit albumlistán. Ezzel a kiadvánnyal egyidőben az koncert filmfelvétele megjelent DVD lemezen is.

## Az album dalai
| 1.  | Flash                           | Brian May       | 1:52 |
| 2.  | The Hero                        | May             | 1:43 |
| 3.  | We Will Rock You (gyors verzió) | May             | 2:48 |
| 4.  | Action This Day                 | Roger Taylor    | 4:46 |
| 5.  | Play the Game                   | Freddie Mercury | 3:29 |
| 6.  | Staying Power                   | Mercury         | 3:45 |
| 7.  | Somebody to Love                | Mercury         | 7:45 |
| 8.  | Now I’m Here                    | May             | 7:00 |
| 9.  | Dragon Attack                   | May             | 3:16 |
| 10. | Now I’m Here                    | May             | 0:50 |
| 11. | Love of My Life                 | Mercury         | 3:38 |
| 12. | Save Me                         | May             | 3:40 |
| 13. | Back Chat                       | John Deacon     | 4:49 |

| 1.  | Get Down, Make Love            | Mercury                    | 3:37 |
| 2.  | Gitárszóló                     | May                        | 6:22 |
| 3.  | Under Pressure                 | Queen, David Bowie         | 3:23 |
| 4.  | Fat Bottomed Girls             | May                        | 4:26 |
| 5.  | Crazy Little Thing Called Love | Mercury                    | 3:56 |
| 6.  | Bohemian Rhapsody              | Mercury                    | 5:03 |
| 7.  | Tie Your Mother Down           | May                        | 3:33 |
| 8.  | Another One Bites the Dust     | Deacon                     | 3:46 |
| 9.  | Sheer Heart Attack             | Taylor                     | 3:20 |
| 10. | We Will Rock You               | May                        | 2:04 |
| 11. | We Are the Champions           | Mercury                    | 3:27 |
| 12. | God Save the Queen             | tradicionális, átdolg. May | 1:12 |

## Videó
Az albummal egyidőben jelent meg a Queen on Fire – Live at the Bowl című duplalemezes DVD is, amely a koncert filmfelvételeit tartalmazta, a második lemezen extra felvételekkel és interjúrészletekkel.

### Az album dalai
Első lemez:
1. Flash’s Theme (Brian May) – 1:52
2. The Hero (May) – 1:43
3. We Will Rock You (gyors) (May) – 2:48
4. Action This Day (Roger Taylor) – 4:46
5. Play the Game (Freddie Mercury) – 3:29
6. Staying Power (Mercury) – 3:45
7. Somebody to Love (Mercury) – 7:45
8. Now I’m Here (May) – 7:00
9. Dragon Attack (May) – 3:16
10. Now I'm Here (May) – 0:50
11. Love of My Life (Mercury) – 3:38
12. Save Me (May) – 3:40
13. Back Chat (John Deacon) – 4:49
14. Get Down, Make Love (Mercury) – 3:37
15. Gitárszóló (May) – 6:22
16. Under Pressure (Queen/David Bowie) – 3:23
17. Fat Bottomed Girls (May) – 4:26
18. Crazy Little Thing Called Love (Mercury) – 3:56
19. Bohemian Rhapsody (Mercury) – 5:03
20. Tie Your Mother Down (May) – 3:33
21. Another One Bites the Dust (Deacon) – 3:46
22. Sheer Heart Attack (Taylor) – 3:20
23. We Will Rock You (May) – 2:04
24. We Are the Champions (Mercury) – 3.27
25. God Save the Queen (May) – 1:12

Második lemez:
- Interjú Brian Mayjel és Roger Taylorral, amelyet a koncert napján vettek fel (kb. 5 perc)
- Interjú Freddie Mercuryvel, amelyet ugyanabban az évben, Münchenben vettek fel (kb. 8 perc)
- Interjú Brian Mayjel és Roger Taylorral, amelyet ugyanabban az évben, Münchenben vettek fel (kb. 11 perc)
- A turné fénypontjai (a felvételek a tokiói Seibu Lions Stadiumban készültek 1982. november 3-án)

1. 1. Flash's Theme (May) – 0:57
  2. The Hero (May) – 1:44
  3. Now I'm Here (May) – 5:54
  4. Now I'm Here (Improvisation/Singalong)
  5. Put Out the Fire (May) – 2:07
  6. Dragon Attack (May) – 2:59
  7. Now I'm Here (Reprise) – 0:57
  8. Crazy Little Thing Called Love (Mercury) – 4:54
  9. Teo Torriatte (May) – 4:16

- A turné fénypontjai (a felvételek a bécsi Stadhalle csarnokban készültek 1982. május 12-én)

1. 1. Another One Bites the Dust (Deacon) – 3:25
  2. We Will Rock You (May) – 2:17
  3. We Are the Champions (Mercury) – 3:23
  4. God Save the Queen (May) – 1.13

- Fotógaléria

## Helyezések
| Ország       | Helyezés | Díjazás           |
| ------------ | -------- | ----------------- |
| Anglia       | #20      | arany             |
| Magyarország | #74      | -                 |
| Németország  |          | Platina (200 000) |
| Olaszország  | #13      |                   |
| Ausztria     | #23      | arany             |

## Eladási minősítések
| Ország            | Eladási minősítés | Eladás  |
| ----------------- | ----------------- | ------- |
| Ausztrália (ARIA) | 6× platina        | 45 000+ |

## Külső hivatkozások
- Hivatalos információk (angol nyelven). QueenOnline
- Slágerlistás helyezései. ukmix.org (angolul)